# Herbert von Ondarza
Leon Herbert von Ondarza, bis 1907 de Ondarza (* 24. November 1878 in Altona; † 18. Juni 1971 in Grahlenstein bei Gelting) war ein Generalleutnant der Wehrmacht.

## Leben
Herbert von Ondarza war am 1. März 1899 als Fahnenjunker in die Preußische Armee eingetreten und wurde am 18. August 1900 zum Leutnant befördert. Am 6. September 1907 ließ er sich als „von Ondarza“ in die preußische Adelsmatrikel aufnehmen. Bis zum Beginn des Ersten Weltkriegs diente er im Großherzoglich Mecklenburgischen Feldartillerie-Regiment Nr. 60 in Schwerin. Auch sein älterer Bruder Ramon (1874–1950), welcher bereits Mitte Dezember 1896 in den preußischen Adel aufgenommen worden war und bis zum Oberst in der Wehrmacht befördert wurde, diente in diesem Regiment. Am 27. Januar 1910 war er hier zum Oberleutnant befördert worden und 1912 in der 6. Kompanie. Bis 1912 war er mit dem Ritterkreuz des Greifenordens ausgezeichnet worden.
Nach dem Krieg wurde er in die Reichswehr übernommen und am 1. November 1928 Oberstleutnant. Von Anfang Oktober 1929 bis September 1931 war er Kommandeur der I. Abteilung des 3. Artillerie-Regiments in Schweidnitz, welches dem Artillerieführer III der 3. Division in Berlin unterstellt war. Am 1. April 1931 wurde er zum Oberst befördert. Ende September 1931 wurde er mit der Abgabe seines Kommandos aus dem aktiven Dienst verabschiedet. Bis 1928 war er u. a. mit dem Kronen-Orden 4. Klasse, dem Ritterkreuz des Königlichen Hausordens von Hohenzollern mit Schwertern, dem Eisernen Kreuz I. Klasse, dem Hamburger und dem Lübecker Hanseatenkreuz und dem Ritterkreuz des Ordens St. Johannes von Jerusalem in Rom des Malteserordens ausgezeichnet worden.
Am 1. Mai 1937 wurde er nach der Ernennung zum Oberst (E) (RDA zum 1. November 1936) in die Wehrmacht einberufen und in das OKH kommandiert 1939 war er in der Inspektion der Artillerie (In 4) unter Generalleutnant Walter Petzel im OKH. Am 13. Oktober 1939 übernahm er ein Artillerie-Regiment und wurde am 1. Februar 1940 ArKo 17 bei XIII. Armeekorps. In dieser Position wurde er am 1. August 1940 zum Generalmajor ernannt. Vom 1. Januar 1942 bis 20. September 1942 war er Höherer Artillerie-Kommandeur 305 (HArko 305), welcher aus dem ArKo 17 neu gebildet worden war. Das Kommando gab er an Generalleutnant Friedrich von Wehregg ab. Ondarza kam in die Führerreserve. Am 1. November 1942 wurde er noch Generalleutnant, aber am 31. Mai 1943 aus dem aktiven Dienst verabschiedet.
1958 wohnte er in Grahlenstein bei Flensburg.

## Familie
Die ursprünglich spanische Familie de Ondarza kam mit Ulpiano de Ondarza (1832–1893) nach Deutschland. Ulpiano de Ondarza war als Reeder, erst in Bilbao und dann in Hamburg aktiv. Er heiratete 1865 die in Hamburg deutsche Kaufmannstochter Auguste Wilhelmine Melosch (1847–1934). Herbert von Ondarza war ihr Sohn.
Am 2. Oktober 1902 heiratete Ondarza in Gelting Josepha Maria Alice von Hobe (* 1881), Tochter des Päpstlichen Geheim-Kämmerers und Gutsbesitzers Bertram von Hobe (1849–1911). Einer ihrer Söhne, Leon von Ondarza (1903–1945), Vater von Henning von Ondarza, fiel als Oberst kurz vor Ende des Zweiten Weltkriegs bei einem britischen Tieffliegerangriff.

## Schriften (Auswahl)
- Geschichte der Großherzoglich-Mecklenburgischen Artillerie. Meisenbach, 1913.
- Ausbildungshilfsbuch für den schweren Artilleristen. Verlag Offene Worte, 1939.
- Taschenbuch der leichten Artillerie. Verlag Offene Worte, 1939 und anschließend mehrere Auflagen.